# 山特维克

山特维克的商标

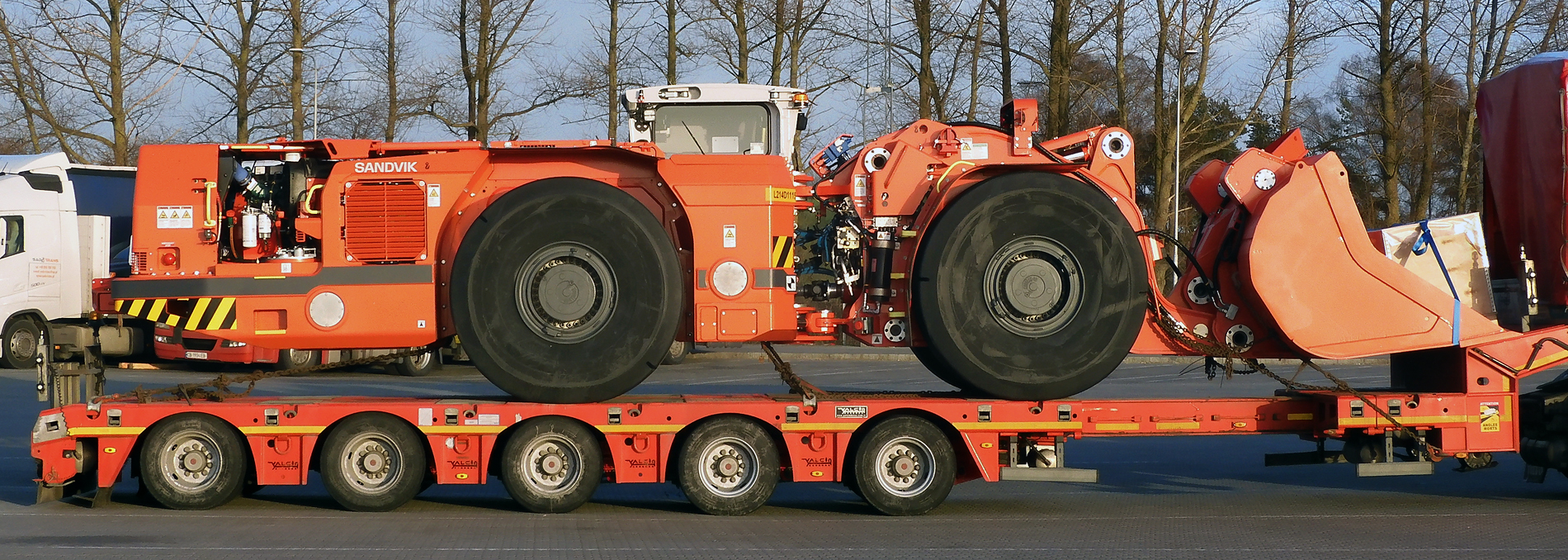
Sandvik LH 514.

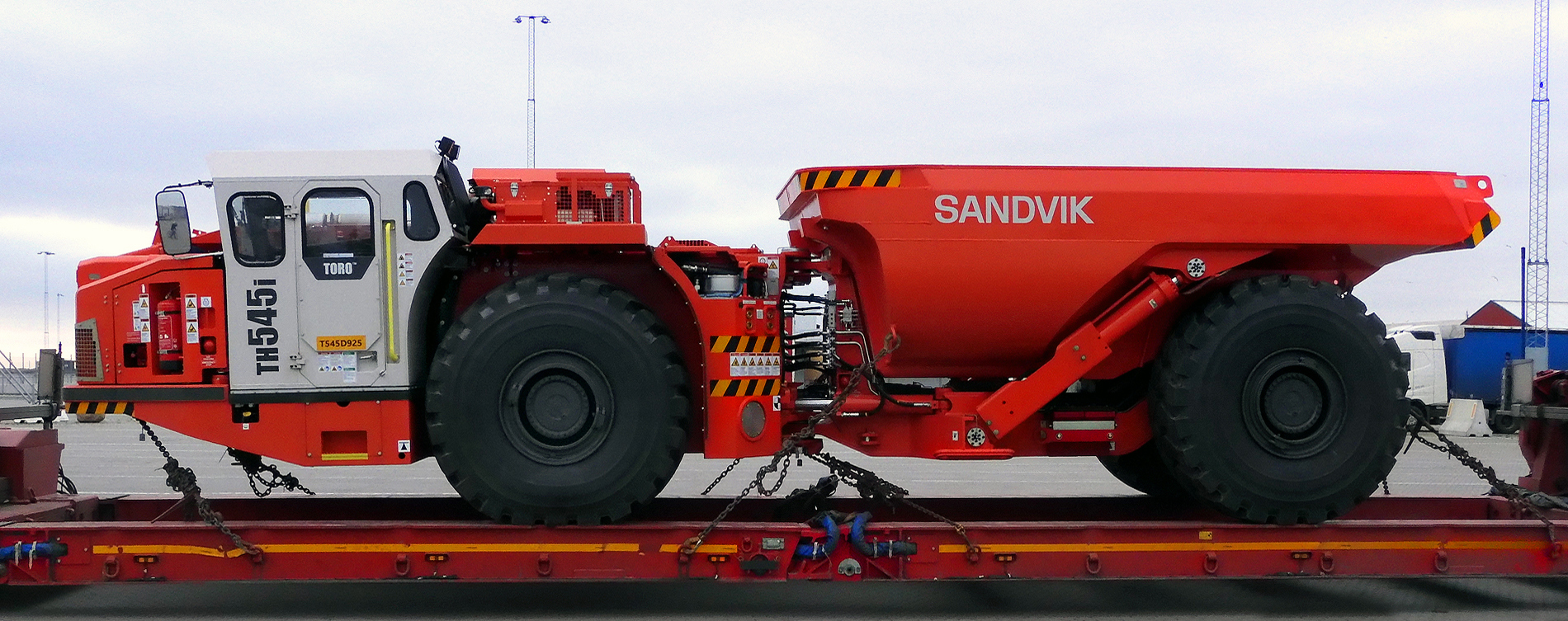
Sandvik TH 545i.

山特维克（瑞典語：Sandvik）是一家瑞典重工业集团。1862年由Göran Fredrik Göransson在山特维肯创建。山特维克在130多个国家设有代表处。2011年，集团员工总人数50000人，年销售额近940亿瑞典克朗。

## 集团架构
- 山特维克机械加工
- 山特维克材料科技
- 山特维克矿山机械

## 大事记

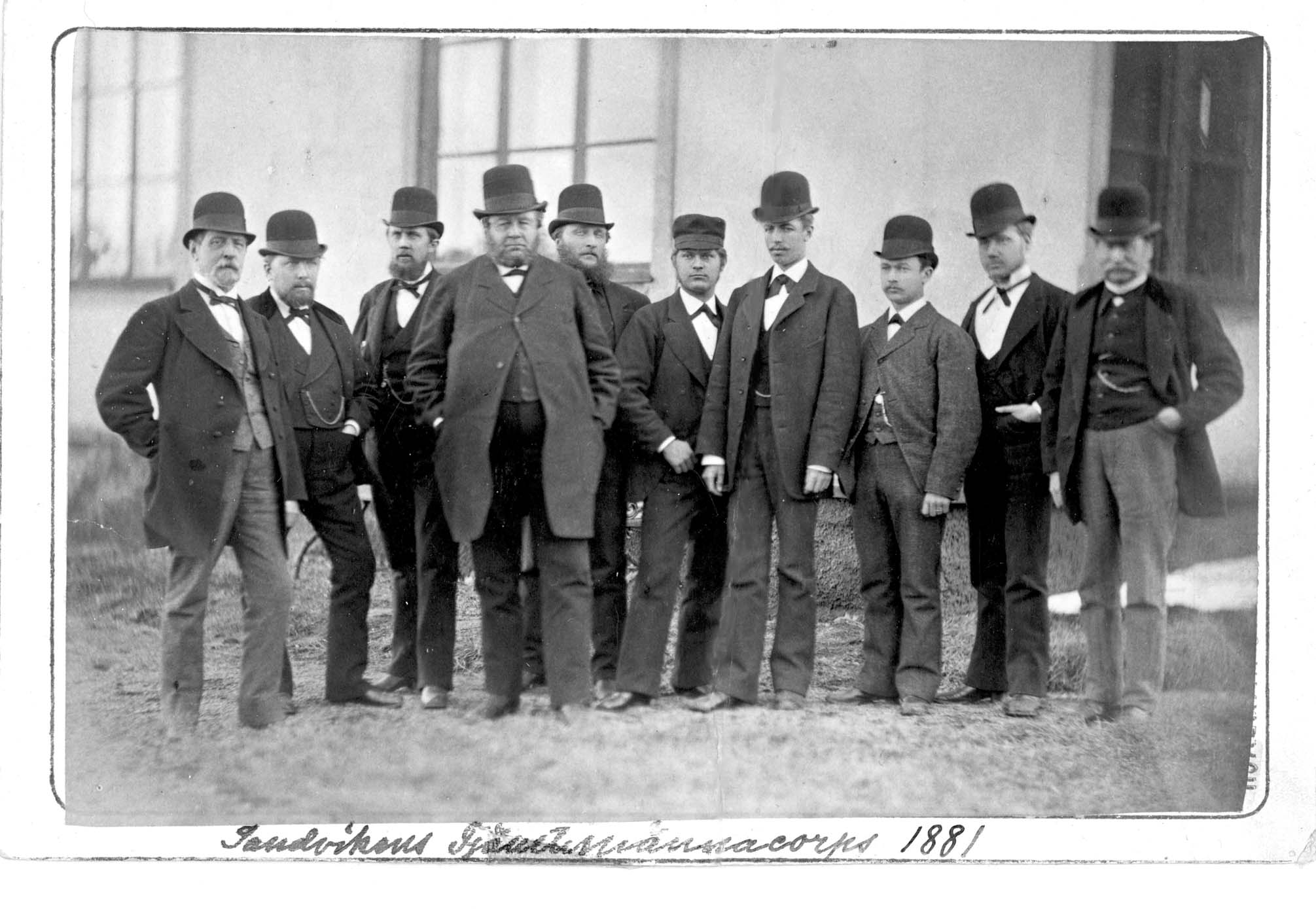
山特维克1881年时的照片

- 1858年：7月18日， Göran Fredrik Göransso在世界上第一个成功地应用贝塞麦转炉炼钢法生产出钢铁。
- 1862年：Göran Fredrik Göransso在山特维肯镇创立公司，公司名称为Högbo Stål & Jernwerks AB。
- 1868年：以Sandvikens Jernverks AB的名称，公司重新建立。
- 1876年：山特维克参加在美国费城举行的世界博览会。“山特维克”首次正式作为品牌名称使用。通过一家代理商，山特维克在美国卖出了第一批“山特维克”产品。
- 1900年：山特维克的创立者Göran Fredrik Göransson去世。
- 1901年：山特维克进入斯德哥尔摩股票交易所。
- 1909年：山特维克实现在瑞典外的首次生产。在瑞士，一家公司生产怀表所用的弹簧，而这家公司的大部分股权为山特维克所有。
- 1942年：“可乐满”品牌名称创立。山特维克在意大利和芬兰的分公司实现了当地生产。
- 1962年：山特维克在巴西开设工厂。100周年创立庆典在山特维肯镇举行。
- 1972年：公司从Sandvikens Jernverks AB更名为Sandvik AB，即现在的山特维克。
- 1973年：山特维克收购山高刀具所有股权的65%。（1986年收购了100%股权，1989年降为拥有62%股权。)
- 1985年：山特维克在中国北京开设办事处。
- 1990年：山特维克收购芬兰凿岩钻具设备商汤姆洛克25%的股权。（1997年山特维克收购汤姆洛克100%股权。）
- 1998年：山特维克形成新的业务领域——矿山工程机械。
- 1999年：山特维克将经营内容集中于三大核心领域：刀具（山特维克可乐满、山特维克CTT、山特维克硬质材料）、矿山工程机械以及特种钢（山特维克钢铁、Kanthal、山特维克传动系统）。
- 2003年：山特维克特种钢业务更名为山特维克材料技术。
- 2011年：Olof Faxander 接替Lars Pettersson，成为山特维克集团新任总裁兼CEO。
- 2012年：公司架构由原有的三大业务领域拆分为五大业务领域。
- 2014 年：山特维克旗下的 Dormer、Safety、Impero 和 Pramet 联合创建了 Dormet Pramet。[1]
- 2017年：完成了流程系统和采矿系统（Process Systems and Mining Systems）的剥离。[1]
- 2021年10月：山特维克收购医疗线材成型公司 Accuratech Group。Accuratech Group 通过三个实体开展业务； Polyfil AG、Galvarex S.A 和 Polyflex s.r.l. 其产品包括超细线材和微管、半成品线材部件、医疗行业电镀。[1]

## 集团竞争对手
- 肯纳金属
- 阿特拉斯·科普柯
- 日立金属